# Langues de Bougainville du Nord

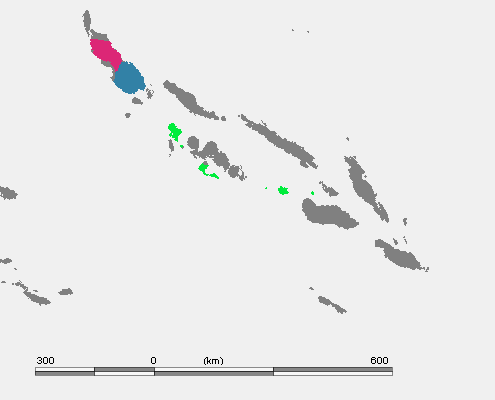
Carte des familles de langues sur les îles Salomon. En Rouge : Nord de Bougainville. En Bleu : Bougainville Sud. En Vert : Salomon Central. En Gris : Austronésien.

Les langues de Bougainville du Nord sont une famille de langues parlées dans le nord de l'île de Bougainville, en Papouasie-Nouvelle-Guinée.

## Classification
Le linguiste Stephen Wurm a émis l'hypothèse que les langues de Bougainville du Nord constituaient une branche d'une famille hypothétique, les langues papoues orientales. L'existence de cette famille est actuellement remise en cause.

## Liste des langues
Selon Foley, les langues bougainville du Nord se répartissent en 3 branches :
- Keriaka (1 langue) : ramopa
- Konua (1 langue) : rapoisi
- Rotokas (2 langues) : 
  - Askopan
  - Rotokas.